# Janne Da Arc
Janne Da Arc (jap. ジャンヌダルク Jannu Daruku) – japoński hardrockowy zespół visual kei założony w 1996 roku. Nazwa zespołu często skracana jest do postaci Janne (ジャンヌ) lub JDA.

## Historia
Zespół współpracował z wytwórnią Motorod, spółką zależną od Avex Trax. Wydali trzy niezależne albumy, dziewięć z wytwórnią (w tym kolekcję singli), 26 singli i 14 płyt DVD.
9 maja 2006 roku świętowali dziesiątą rocznicę powstania zespołu. Zespół nie został nazwany po historycznej postaci Joanny d’Arc, pomimo swojej piosenki „Kyūseishu –Messiah–” będącej o niej. Yasu nazwał zespół po postaci z mangi Devilman autorstwa Go Nagai. Zdjęcie tej postaci można zobaczyć w limitowanej edycji Janne Da Arc 10th Anniversary Indies Complete Box, wydanej 15 marca 2006 roku.
Ich brzmienie jest opisane przez nich jako „pop-rock”, a wokalista Yasu inspirował się swoim muzycznym idolem, Motoyuki „Morrie” Ootsuka z metalowego zespołu DEAD END.

## Członkowie
- Yasu – wokalista, urodzony 27 stycznia 1975 roku w Hiratace. Yasu opisuje siebie jako kogoś, kto lubi przesiadywać w domu, wychodzić aby pograć pachinko i czytać mangi do późna. Yasu także gra na klawiszach i gitarze. W 2007 roku zaczął swój solowy projekt Acid Black Cherry.
- You (Yutaka Tsuda) – gitarzysta, urodzony 24 lipca 1974 roku w Kobe. Yasu opisuje go jako bardzo fajnego i indywidualnego. Shuji jednak opisuje go jako członka zespołu, za którym zdaje się podążać deszczowa pogoda, dzięki kilku występom na żywo, które odbyły się w towarzystwie dużych opadów deszczu.
- Ka-yu (Kazuyuki Matsumoto) – basista, urodzony 21 stycznia 1975 roku in Hiratace. Ka-yu jest jak brat dla Yasu, charakteryzuje go wygląd bardziej w stylu visual kei niż pozostałych członków zespołu, jak i jego miłość do zwierząt. W 2010 roku ogłosił rozpoczęcie nowego projektu o nazwie DAMIJAW, wydając album 28 kwietnia[2].
- Kiyo – klawiszowiec, urodzony 27 czerwca 1974 w Hiratace. Kiyo jest najstarszym członkiem zespołu i zachowuje się jak starszy brat względem pozostałych członków zespołu.
- Shuji (Shuji Suematsu) – perkusista, urodzony 21 listopada 1974 Kobe. Shuji jest często określany przez innych członków jako „Dziadek”, ze względu na swój starszy wygląd i przyziemny charakter. W przeciwieństwie do gitarzysty You, Shuji uważa się za człowieka interesownego.

Wszyscy członkowie zespołu, oprócz Ka-yu, z tej samej klasy ukończyli Hirakata West High School. Na wydanie singla Furimukeba..., Janne Da Arc wrócili do szkoły aby dać specjalny koncert, który nagrali jako Hirakata.

## Dyskografia

### Albumy
- D・N・A (8 marca 2001)
- Z–HARD (28 lutego 2001)
- GAIA (23 stycznia 2002)
- ANOTHER STORY (13 lutego 2003)
- ARCADIA (7 lipca 2004)
- JOKER (15 czerwca 2005)

### Mini-albumy
- Dearly (17 kwietnia 1998)
- Resist (5 grudnia 1998)
- CHAOS MODE (17 marca 1999)

### Single
- RED ZONE (19 maja 1999)
- Lunatic Gate (22 września 1999)
- EDEN ~Kun ga inai~ (jap. EDEN 〜君がいない〜; „EDEN ~Bez Ciebie~”) (13 stycznia 2000)
- Heaven’s Place/Vanity (12 kwietnia 2000)
- will ~Chizu ni nai basho~ (jap. will 〜地図にない場所〜; „will ~Żadne Miejsce na Mapie~”) (26 lipca 2000)
- Mysterious (8 listopada 2000)
- Dry? (31 stycznia 2001)
- NEO VENUS (25 kwietnia 2001)
- seed (25 lipca 2001)
- Sylvia (jap. シルビア Shirubia) (24 października 2001)
- feel the wind (12 grudnia 2001)
- Shining ray (7 sierpnia 2002)
- Maria no tsumeato (jap. マリアの爪痕; „Śladami Marii”) (20 listopada 2002)
- Kasumi yuku sora se ni shite (jap. 霞ゆく空背にして) (16 stycznia 2003)
- Rainy ~Ai no shirabe~ (jap. Rainy 〜愛の調べ〜; „Rainy ~Pieśń Miłości~”) (8 maja 2003)
- Ueta taiyō (jap. 餓えた太陽 „Spragnione Słońce”) (20 sierpnia 2003)
- FREEDOM (24 marca 2004)
- Kiss Me (7 kwietnia 2004)
- DOLLS (19 maja 2004)
- ROMANCﾖ (26 maja 2004)
- BLACK JACK (2 czerwca 2004)
- Love is Here (17 listopada 2004)
- Gekkō hana (jap. 月光花; „Kwiat Światła Księżyca”) (19 stycznia 2005)
- Diamond Virgin (jap. ダイヤモンドヴァージン Daiyamondo Vaajin) (18 maja 2005)
- Furimukeba.../Destination (jap. 振り向けば…/Destination; „Jeśli Spojrzysz Wstecz.../Przeznaczenie”) (8 lutego 2006)
- HEAVEN/Mobius (jap. HEAVEN/メビウス HEAVEN/Mobiusu) (10 maja 2006)

### Wideo
- 1999 Tour „Chaos Mode” (30 czerwca 1999)
- 5 Stories <Clips & More> (27 września 2000)
- Fate or Fortune: Live at Budokan (28 marca 2001)
- Six Clips (13 marca 2002)
- 100th Memorial Live Live Infinity 2002 at Budokan (26 grudnia 2002)

### DVD
- 1999 Tour „Chaos Mode” (27 września 2000)
- 5 Stories <Clips & More> (27 września 2000)
- Fate or Fortune: Live at Budokan (28 marca 2001)
- Six Clips (13 marca 2002)
- 100th Memorial Live: Live Infinity 2002 at Budokan (26 grudnia 2002)
- Another Story Clips (19 marca 2003)
- Singles Clips (12 listopada 2003)
- Danjiri Night (25 grudnia 2003)
- Arcadia Clips (29 września 2004)
- Hirakata (February 16, 2005)
- Live 2005 „Dearly” at Osaka-jō Hall 03.27 (27 marca 2005)
- 10th Anniversary Special Live: Osaka Nanba Rockets 2006.5.9 (20 września 2006)
- Live 2006 Dead or Alive: Saitama Super Arena 05.20 (20 września 2006)
- Tour Joker 2005 at Budokan (25 marca 2009)

### Blu-ray
- Tour Joker 2005 at Budokan (25 marca 2009)

### Box Sets
- Janne Da Arc 10th Anniversary Indies Complete Box (3CD,1DVD) (15 marca 2006)
- Janne Da Arc Complete Box (6CD,3DVD) (19 maja 2009)